# Konstanzer Kreis
Der Konstanzer Kreis ist eine Gruppe slawistischer Linguisten, die sich seit 1974 jährlich zu einer Tagung treffen.
Der Konstanzer Kreis wurde 1974 von einer Gruppe von Slawisten (Gerd Freidhof, Wolfgang Girke, Peter Hill, Helmut Jachnow, Volkmar Lehmann, Christian Sappok und Daniel Weiss) gegründet, die ein Forum für jüngere slawistische Linguisten schaffen wollten, die noch keine festen Stellen hatten und nur mit gewissen Schwierigkeiten publizieren konnten. In den folgenden Jahren kamen auch noch weitere Slawisten dieser Generation hinzu (Jochen Raecke, Werner Lehfeldt, Renate Rathmayr, Hans Robert Mehlig und Peter Rehder). In der Mitte der achtziger Jahre kamen weitere, vor allem jüngere Slawisten (Tilman Berger, Walter Breu, Sebastian Kempgen, Peter Kosta, Tilmann Reuther) sowie Rudolf Růžička aus der DDR hinzu, ab 2004 weitere jüngere Slawisten und Slawistinnen (Tanja Anstatt, Marion Krause, Imke Mendoza, Gerd Hentschel, Ursula Doleschal, Bernhard Brehmer, Holger Kuße, Monika Wingender, Daniel Bunčić, Björn Hansen, Jan Patrick Zeller, Lenka Scholze).
Dem Kreis gelang es, sich in der Slawistik zu etablieren und jährliche Tagungen zu organisieren, die bis heute fortgesetzt werden. Sie folgen einem festen Reglement, das u. a. einschließt, dass nur an der Tagung teilnehmen darf, wer auch einen Vortrag hält.  Die Beiträge wurden bis 2014 in Sammelbänden veröffentlicht, die bis 2009 unter dem Titel „Slavistische Linguistik“ im Verlag Otto Sagner und ab 2010 in der Zeitschrift Wiener Slawistischer Almanach erschienen.
Viele Mitglieder des Konstanzer Kreises veröffentlichten darüber hinaus in der von Freidhof begründeten, heute von Kosta herausgegebenen Slawistikreihe Specimina philologiae Slavicae (Sphs).